# Baba Ekombe
Pour les articles homonymes, voir Baba et Ekombe.
Baba Ekombe (ou baba) est une localité du Cameroun, située dans l'arrondissement de Bamusso, le département du Ndian et la Région du Sud-Ouest.

## Population
Lors du recensement national de 2005, Baba Ekombe comptait 407 habitants.
Une étude de terrain de 2011 y a dénombré 1 308 personnes, principalement des Oroko (Ekombe).